# Quendelschnecke

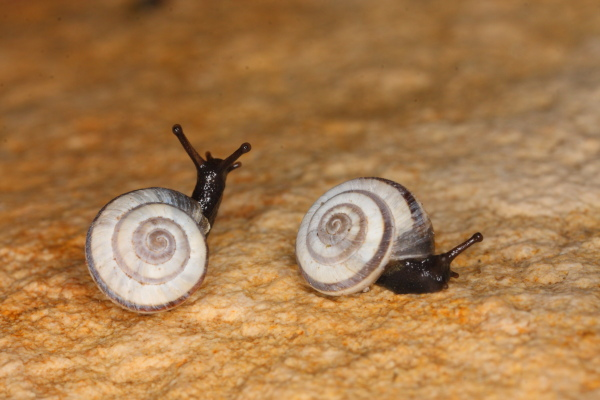
Quendelschnecken

Die Quendelschnecke (Candidula unifasciata) ist eine Schneckenart der Familie der Geomitridae aus der Ordnung der Landlungenschnecken (Stylommatophora).

## Merkmale
Das kugelige, gedrückt-kegelförmige Gehäuse ist 3 bis 6 mm hoch und 5 bis 9 mm breit (3,5 bis 5 × 5,5 bis 7 mm: Welter Schultes). Es hat fünf bis sechs regelmäßig zunehmende gewölbte Windungen, die jeweils durch eine tiefe Naht voneinander abgesetzt sind. Sie bilden an der Peripherie eine leichte Kante.
Der tiefe, mäßig weite Nabel ist leicht exzentrisch. Er nimmt etwa 1/5 bis 1/7 der Gehäusebreite ein. Der letzte Umgang senkt sich erst kurz vor der Mündung und auch nur sehr wenig ab. Die Mündung ist quereiförmig und oben abgeflacht. Im unteren Teil der Mündung ist eine meist kräftige, zum Teil zahnartig ausgebildete Lippe vorhanden, die allerdings bei manchen Exemplaren sehr flach sein oder sogar fehlen kann.
Das festschalige Gehäuse ist weißlich und opak. Die Oberfläche ist fein und regelmäßig gerippt. Die Zeichnung weist meist ein dunkelbraunes Spiralband genau oberhalb der Peripherie auf, es kann unterbrochen sein oder auch völlig fehlen. Unterhalb der Peripherie können weitere, sehr blasse Bänder oder Flecken(reihen) vorhanden sein. Die Berippung des letzten Umgangs ist etwas kräftiger.
Der Weichkörper ist aschgrau mit etwas dunklerem Hals und dunkleren Fühlern. Im männlichen Trakt des Geschlechtsapparates tritt der Samenleiter (vas deferens) in einem scharfen Winkel in den Epiphallus ein. Das Flagellum ist recht kurz. Der Epiphallus ist viermal so lang wie der Penis. Der Penisretraktor setzt im distalen Teil des Epiphallus kurz vor dem Übergang zum Penis an. Der Penis ist intern spindelförmig. Im weiblichen Trakt ist der freie Eileiter mäßig lang. Der Pfeilsack ist recht groß und setzt am Atrium an. Es ist nur ein einziger Liebespfeil vorhanden. Es sind zwei Glandulae mucosae vorhanden, die jeweils zwei bis drei Äste haben. Der Stiel der Spermathek ist nur mäßig lang, die Blase kommt etwa auf der Hälfte der Länge des Eisamenleiters zu liegen.

### Ähnliche Arten
Die Helle Heideschnecke (Candidula gigaxii) hat ein etwas größeres Gehäuse und weniger gut gewölbte Umgänge, eine schwächer ausgebildete Naht. Es ist außerdem meist stärker gedrückt, beziehungsweise weniger kegelförmig. Das Gehäuse der Gefleckten Heideschnecke (Candidula intersecta) hat gröbere und etwas unregelmäßigere Rippen und ist an der Peripherie deutlicher gekielt.

## Geographische Verbreitung und Lebensraum
Das Verbreitungsgebiet der Art ist sehr zerstreut und erstreckt sich von Frankreich über Belgien, die Niederlande, Deutschland, Dänemark, Schweiz, Polen, Tschechien, Österreich bis nach Ungarn (hier wahrscheinlich eingeschleppt). Isolierte Vorkommen gibt es auf der Insel Gotland, in der Slowakei, Italien und Kroatien.
Die Art bewohnt trockene, warme, offene oder felsige, meist nach Süden exponierte Standorte von der Ebene bis ins Gebirge. An der Küste wird sie auch auf Dünen gefunden, im Inland auch auf Trockenmauern, in Gärten und Weinbergen. In den Schweizer Alpen steigt sie bis auf 2400 m über Meereshöhe an. Nach Markus Pfenninger et al. (2007) hat sich die Helle Heideschnecke von Südfrankreich aus vermutlich in Römischer Zeit auf das heutige Verbreitungsgebiet ausgedehnt.

## Lebensweise
Die Tiere werden zwei bis drei Jahre alt. Das (einzige) Gelege besteht aus 22 bis 56 weißlichen, leicht elliptischen Eiern, mit einem Durchmesser von 0,7 bis 1,0 Millimetern.

## Taxonomie
Das Taxon wurde von 1801 von dem fast ausschließlich botanisch arbeitenden Wissenschaftler Jean Louis Marie Poiret als Helix unifasciata aufgestellt. Die Art wird heute einheitlich zur Gattung Candidula Kobelt, 1871 gestellt. Sie ist de facto die Typusart dieser Gattung, da die formale Typusart der Gattung, Glischrus (Helix) candidula Studer, 1820 ein jüngeres Synonym von Candidula unifasciata (Poiret, 1801) ist. Sie ist außerdem die Typusart der Gattung Xeroalbina Monterosato, 1892, einem jüngeren Synonym von Candidula Kobelt, 1871.
Synonyme sind Helicella candidula Studer, 1820 und Helix iriana Pollonera 1885. Edmund Gittenberger (1993) unterteilte das Taxon in drei Unterarten: Candidula unifasciata unifasciata (die Nominatunterart), Candidula unifasciata rugosiuscula (Michaud, 1831) und Candidula unifasciata acosmia (Bourguignat, 1882). Die Fauna Europaea führt neben der nominotypischen Unterart vier Unterarten auf:
- Candidula unifasciata rugosiuscula (Michaud, 1831), ist durch eine regelmäßige, dicht stehende und deutliche Rippchen charakterisiert. Das Taxon wird von Markus Pfenninger et al. (2007) als eigenständige Art behandelt.[2]
- Candidula unifasciata acosmia (Bourguignat, 1882) weist grobe, mehr unregelmäßige Rippchen und eine ausgeprägte Kante an der Peripherie auf
- Candidula unifasciata soosiana (H. Wagner, 1933), besitzt grobe, mehr unregelmäßige Rippchen
- Candidula unifasciata vincae (De Stefani, 1883) (orig. Taxon Helix unifasciata forma Vincae),[6] mit leichtem Kiel an der Peripherie, unterer Rand der Mündung abgeflacht

Der Zoologe Francisco Welter-Schultes akzeptiert keine Unterarten.

## Gefährdung
Die Quendelschnecke wird auf das Gesamtverbreitungsgebiet betrachtet als nicht gefährdet eingestuft. Dagegen steht sie in Deutschland auf der Roten Liste und wird als stark gefährdet angesehen, ebenso in Österreich (Welter-Schultes).

## Belege

### Online
- Candidula unifasciata (Poiret, 1801) auf AnimalBase